# Миссионеры-облаты Непорочной Девы Марии
Миссионеры-облаты Пресвятой и Непорочной Девы Марии (лат. Congregatio Missionariorum Oblatorum Sanctissimae et Immaculatae Virginis Mariae) — католическая монашеская конгрегация, основанная в 1816 году в Экс-ан-Провансе (Франция) святым Шарлем де Мазено. Самая известная и многочисленная из нескольких монашеских конгрегаций, использующих в своём названии слово «облаты», поэтому часто называемая просто «облаты».

## История
Основатель ордена Шарль де Мазено происходил из знатной семьи, которая была вынуждена бежать из Франции в Италию во время Великой французской революции. По возвращении на родину юный Шарль поступил в семинарию, в 1811 году он был рукоположён в священники.
25 января 1816 года Шарль де Мазено и четыре его сподвижника объединились для проповеди Евангелия в Провансе. Эта дата считается датой основания конгрегации. Революция нанесла по Католической церкви во Франции и, в особенности, по монашеству, тяжелейший удар; многие монастыри не сумели восстановиться после их закрытия революционными властями, тысячи священников и монахов были убиты. Главной целью конгрегации было содействовать обновлению церковной жизни во Франции в послереволюционный период. Члены общества миссионеров-облатов проповедовали, в основном, среди бедных слоёв населения, широко использовали в проповеднической деятельности провансальский язык, на котором говорили простые люди в Провансе.
Первоначально сподвижники Шарля де Мазено именовали себя «Обществом миссионеров Прованса» и принимали в свои ряды только священников. Затем в ряды общества стали принимать и братьев без священнического сана, название было изменено на современное, а после официального утверждения в 1826 году папой Львом XII общество превратилось в полноценную монашескую конгрегацию.
Традиционно, одним из главных направлений работы конгрегации было миссионерство, а отличительной чертой духовности — особое почитание Девы Марии. С 1841 года облаты присутствуют в Канаде, с 1847 года на Цейлоне и в США, с 1849 года — в Алжире, с 1852 года в Южной Африке. В 1848 году монахи конгрегации основали в Байтауне (совр. Оттава) Байтаунский колледж, который впоследствии был преобразован в Оттавский университет.
В первой половине XX века конгрегация быстро развивалась, в 1921 году она насчитывала около 2200 человек, через 30 лет число членов ордена выросло более чем в три раза. Пика численности конгрегация достигла в 1966 году — 7890 человек, впоследствии численность постепенно, но неуклонно снижалась.
Основатель конгрегации Шарль де Мазено в 1975 году был беатифицирован, а в 1995 году канонизирован. Двое других членов конгрегации, Иосиф Жерар и Иосиф Цебуля также были беатифицированы в конце XX века.

## Современное состояние
В 2014 году в конгрегации состояло 4046 человек, из них 2983 священника. Облаты ведут свою деятельность в 992 приходах и миссионерском пункте. Главные направления деятельности — служение в приходах, преподавание в семинариях, работа с молодёжью, организация реколлекций, строительство и обустройство санктуариев, посвящённых Деве Марии.
Обители облатов широко распространены по миру и присутствуют на пяти континентах: 1450 человек служат в Европе, 750 — в Канаде, более 700 — в Африке, 630 — в Азии, 480 — в США, 360 — в Латинской Америке. 580 человек проходят формацию в ордене, готовясь к принесению обетов. Возглавляет конгрегацию генеральный настоятель, избираемый на 6 лет. С 2010 года генеральным настоятелем является Луи Лужен (США).
Характерной особенностью облачения облатов Непорочной Девы Марии является большой наперсный крест, который монахи конгрегации по уставу обязаны целовать до и после литургии.
На постсоветском пространстве облаты Непорочной Девы Марии присутствуют на Украине, в Белоруссии и России. По данным на 2014 год на Украине было 27 священников и три монаха без сана в восьми обителях в городах Киев, Чернигов, Гнивань, Славутич, Обухов, Львов, Тывров, Полтава, Евпатория. Украинские приходы объединены в отдельную делегатуру, к которой принадлежит и единственный приход, окормляемый облатами в России — в городе Пятигорск. К числу облатов Непорочной Девы Марии принадлежит епископ Яцек Пыль, вспомогательный епископ епархии Одессы-Симферополя и глава крымского пасторского округа, де-факто возглавляющий Католическую церковь в Крыму. В Белоруссии конгрегация имеет три обители.